# Oxyde de cadmium
L'oxyde de cadmium est un composé chimique minéral d'oxygène et de cadmium de formule CdO .

## Propriétés physiques et chimiques
Il s'agit à température ambiante d'un solide soit amorphe soit cristallin, notamment de maille cubique.
Ce corps anhydre est insoluble dans l'eau. Il est soluble dans les acides et les sels d'ammonium, et quasi-insoluble dans l'alcool.
La couleur de la poudre amorphe peut être jaune rouge à brun noir. Cette couleur diffère selon sa préparation et surtout la température d'obtention. 
Le corps peut être jaune brun à froid, mais devient brun de plus en plus foncé lorsqu'on le chauffe. Il cristallise assez rarement sous forme de cristaux cubiques, dont la couleur peut varier du rouge au noir.

## Préparation et chimie
Le corps simple métal cadmium chauffé réagit avec l'air chaud :
Cd solide métal chauffé + O2 partie réactive du mélange air →  2 CdO poudre brune
La calcination de carbonate de cadmium CdCO3 ou de nitrate de cadmium anhydre Cd(NO3)2 ou hydraté Cd(NO3)2. 4 H2O laisse l'oxyde de cadmium amorphe. 
Le chauffage de l'hydroxyde de cadmium Cd(OH)2 donne le même composé après perte d'une molécule d'eau. 

### Purification ou séparation du cadmium (du zinc)
À température élevée, un corps réducteur, comme le solide poudreux carbone vers 900 °C, peut s'associer à l'oxygène du composé pour laisser le corps simple métal Cd. 
CdO  + C charbon actif →  Cd vapeur, qui se condense facilement + CO gaz
La réduction de CdO par le gaz dihydrogène est plus facile. Ce n'est pas le cas de ZnO, très difficile à réduire par ce biais. C'est pourquoi d'anciens procédés de laboratoire faisaient réagir l'hydrogène sur un mélange des deux oxydes ZnO et CdO en tube de verre. Le cadmium facilement réduit était transporté à l'état de vapeur métallique pour finalement se condenser au bout de l'installation, dans les parties froides du montage.

## Utilisations
Ce corps anhydre est pratique pour doser le cadmium par gravimétrie.
Il s'agit d'un catalyseur classique pour l'hydrogénation ou la synthèse du méthane.
C'était aussi un pigment.
Il peut servir à la fabrication d'émail, d'émaux et de vernis minéraux. Il sert pour le cadmiage (revêtement anti-corrosion), en galvanoplastie et électrogalvanisation.
Il peut être employé dans les accumulateurs alcalins et pour la stabilisation des matières plastiques.
C'est un nématocide reconnu.